# Chocolate me!
Chocolate me! est un livre pour enfant écrit par l'acteur américain Taye Diggs et illustré par un de ses amis d'enfance, Shane Evans. 

## Résumé
Ce livre raconte l'histoire d'un enfant charrié par ses amis car il n'est pas comme eux. Il a la peau plus foncée et les cheveux bouclés, ce qui l'amène à dire à sa mère qu'il aimerait ressembler aux autres enfants. Elle l'aide alors à accepter et aimer ses différences. L'histoire est basée sur les sentiments de l'auteur et de l'illustrateur, tous deux pères. Taye Diggs dit ne pas avoir toujours été à l'aise dans sa peau lorsqu'il était enfant car personne ne lui ressemblait dans son voisinage. Ce livre a été rédigé afin de donner confiance aux enfants qui se sentent différents.

## Éditions
Le livre fait l'objet d'une publication aux États-Unis, et est disponible en France en langue anglaise. Aucune publication en français n'est annoncée pour le moment.